# Farvekraft ad helvede til
Farvekraft ad helvede til er en dansk portrætfilm fra 2018 instrueret af Anne Holst Moulvad.

## Handling
Portrætfilmen om Jens Søndergaard, af en af Danmarks største ekspressionistiske malere, giver et indblik i en følsom kunstner, på samme tid selvhævdende og sart, ensom og udadvendt. Hans barnlige sjæl levede side om side med en voldsom kunstnerisk udtrykskraft. Han var en stor del af sit liv sin kone utro, og drak også for meget i perioder. Hans malerier afspejler det hele. Farverne nærmest vælter ud af lærrederne. Selv kaldte han det ”Farvekraft ad helvede til”. Jens Søndergaard døde i 1957, men fik sat sig varige spor med sine malerier. Hans pensel var ikke låst fast i regler og traditioner, men drevet af inspirationsbølger af smerte, patos og natur.